# Bielany

Lage der Stadtteile

Bielany ist ein Stadtbezirk im Nordwesten von Warschau.
Der Name Bielany, in der polnischen Sprache ein Plural, leitet sich von einem weißen Klostergebäude des Priorats der Kamaldulenser ab, dessen Kirche noch erhalten ist.
Vor der administrativen Neuordnung von Warschau 1994 gehörte Bielany zu Żoliborz. Heute hat Bielany den Status eines eigenen Stadtbezirks mit den Stadtteilen Chomiczówka, Huta, Las Bielański, Marymont-Kaskada, Marymont-Ruda, Młociny, Piaski, Placówka, Radiowo, Stare Bielany, Słodowiec, Wawrzyszew, Wólka Węglowa und Wrzeciono. Es grenzt im Südosten an Żoliborz und im Südwesten an Bemowo. Die nordöstliche Grenze bildet die Weichsel, auf deren gegenüberliegender Seite der Bezirk Białołęka liegt. Im Westen und Nordwesten bildet Bielany die Stadtgrenze von Warschau und grenzt an die Gemeinden Łomianki, Izabelin und Stare Babice im Powiat Warszawski Zachodni.
In Bielany liegen die Kardinal-Stefan-Wyszyński-Universität, die Akademia Wychowania Fizycznego Józefa Piłsudskiego, das Stahlwerk ArcelorMittal Warszawa und der Straßenbahn-Betriebshof R-4.

## Weblinks

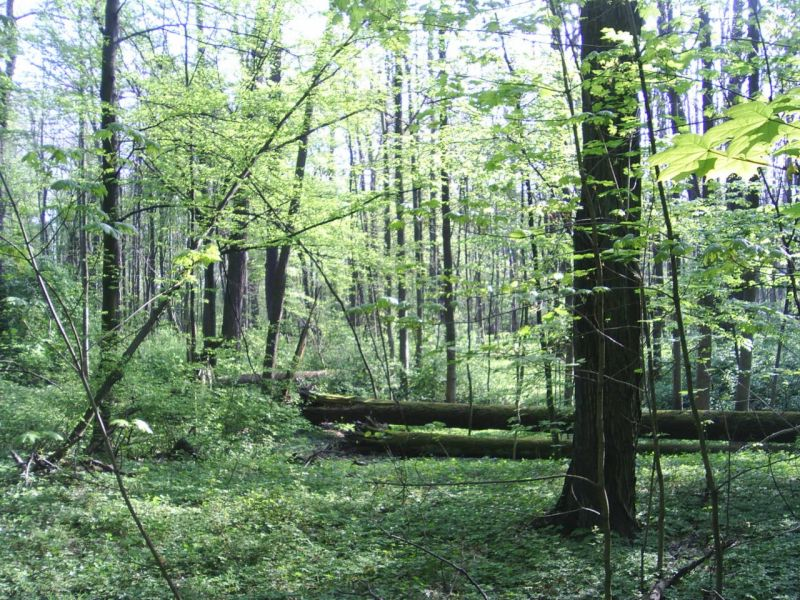
Lasek-Bielański-Naturreservat